# وست لیتل ریور (فلوریدا)
وست لیتل ریور (به انگلیسی: West Little River) یک منطقهٔ مسکونی در ایالات متحده آمریکا است که در شهرستان میامی-دید، فلوریدا واقع شده‌است. وست لیتل ریور ۱۲ کیلومتر مربع مساحت و ۳۲٬۴۹۸ نفر جمعیت دارد و ۲ متر بالاتر از سطح دریا قرار دارد.